# Hemeroblemma ochrolinea
Hemeroblemma ochrolinea är en fjärilsart som beskrevs av Achille Guenée 1852. Hemeroblemma ochrolinea ingår i släktet Hemeroblemma och familjen nattflyn. Inga underarter finns listade i Catalogue of Life.